# Polycaon granulatus
Polycaon granulatus är en skalbaggsart som beskrevs av Van Dyke 1923. Polycaon granulatus ingår i släktet Polycaon och familjen kapuschongbaggar. Inga underarter finns listade i Catalogue of Life.